# Дирофілярія
Дирофілярія (Dirofilaria) — вид нематод родини Onchocercidae. Деякі види спричиняють паразитарну інфекцію дирофіляріоз у людей та інших ссавців.
Деякі види є добре відомими паразитами, зокрема Dirofilaria immitis — собачий серцевий гельмінт, Dirofilaria repens, яка вражає багато видів ссавців, а також Dirofilaria tenuis, яка зазвичай паразитує на єнотах, але може інфікувати й людей. Дирофіляріоз людини зазвичай спричиняється D. immitis і D. repens. Перший може спричинити дирофіляріоз легень, який може не мати симптомів. Інша форма інфекції може характеризуватися хворобливою шишкою під шкірою або інфекцією ока. Нематоди поширюються комарями.

## Біологія
Це тонкі нематоди, личинкові стадії яких зазвичай знаходяться в остаточному хазяїні (переважно у собаках). Ембріони (мікрофілярії) розвиваються в організмі дорослої самиці і вивільняються в кровотік, де стають доступними для проміжних хазяїв-гематофагів (комарів).

## Види
Виділяють 27 видів:
- Dirofilaria acutiuscula
- Dirofilaria aethiops
- Dirofilaria ailure
- Dirofilaria asymmetrica
- Dirofilaria cancrivori
- Dirofilaria conjunctivae
- Dirofilaria corynodes
- Dirofilaria desportesi
- Dirofilaria fausti
- Dirofilaria freitasi
- Dirofilaria genettae
- Dirofilaria hystrix
- Dirofilaria immitis
- Dirofilaria indica
- Dirofilaria louisianensis
- Dirofilaria macacae
- Dirofilaria macrodemos
- Dirofilaria magalhaesi
- Dirofilaria magnilarvata
- Dirofilaria pongoi
- Dirofilaria reconditum
- Dirofilaria repens
- Dirofilaria roemeri[4]
- Dirofilaria tawila
- Dirofilaria tenuis
- Dirofilaria timidi
- Dirofilaria uniformis
- Dirofilaria ursi